# Seleção Colombiana de Rugby Union
A Seleção Colombiana de Rugby Union é uma seleção da terceira divisão e representa a Colômbia nas competições oficiais. Está controlada pela Federação Colombiana de Rugby. Está na terceira divisão de nações da IRB. Jogou sua primeira partida internacional em 1996 contra o Mexico. Assim mesmo participou nos Sudamericanos B de rugby union disputados em diferentes países entre eles: Paraguai, Brasil, Colômbia, Peru e Venezuela. Em outubro de 2006 participou no VI Sul-americano B de Rugby Union posicionando-se no segundo lugar e em novembro deste ano teve uma importante batalha com Peru e Brasil no VII Sul-americano B disputado na cidade de Lima, terminando em terceiro lugar do campeonato.
Os Tucanes como se fazem chamar fazendo alusão a uma das aves mais importantes da Colômbia, são uma equipe conformada por vários esportistas que pertencem a diferentes clubes do país e entram numa árdua concorrência composta por trials, provas e treinamento durante vários meses do ano para ser selecionados.

## História
A Colômbia tentou se qualificar para a Copa do Mundo de Rugby Union de 2003 na Austrália, participando do torneio qualificativo americano durante novembro de 2001. Estes jogos impugnados no Round 1 (Sul) do grupo, contra as nações, incluindo Brasil, Venezuela e Peru no 1.º Round.
A Colômbia participou da qualificação para o Copa do Mundo de 2007, em 2004, aquando Redonda impugnada 1b (CONSUR 2a divisão). Eles acabadram na quarta colocações que na final bateu-los sair de discórdia, mas os seus gabaritos contra o Peru e a Venezuela eram estreitas, perdendo 15-10 e 27-31, respectivamente.
Na Colômbia, o rugby union enfrenta uma grande luta contra o fraco apoio por parte do governo e a tradição do futebol no país ultrapassam a outros esportes. Também a falta de apoio por parte da mídia local e nacional.
Desde as primeiras origens de rugby union na Colômbia em 1986, ele tem crescido especialmente no início da década de 1990, quando o desporto não era só a ser desempenhado pelos franceses e britânicos exilados, mas também pelos habitantes locais.
Em Bogotá, o rugby union foi empurrado por um número reduzido de jogadores Alfonso Castafaletti e Hywel Jones, no início dos anos noventa e, em seguida, no início de 2000 Andrew Wright, Nick Reeves Andres y Tejada, que está actualmente a treinar a equipe com Juan Roman.
Colombiana rugby jogadores precisam de obter mais experiência a partir do rugby union mundial e bom dinheiro dos patrocinadores para poder ir à Nova Zelândia em 2011 RWC.
Os tucanes e o rugby union na Colômbia não tem mais de 20 anos, quando instituições como o Bogotá Sports Clube auspiciaram sua própria equipa de rugby union, que assistia a treinamentos regulares e realizava partidos de intercâmbio com combinados estrangeiros. Em Medellín nos anos noventa gerou-se também um movimento rugbístico que incorporou pela primeira vez às mulheres. Jogadores e treinadores estrangeiros contribuíram a construir uma incipiente mas forte tradição de rugby union no país.
A Pró Federação Colombiana de Rugby está presidida pelo neozelandes Bill Paul. Foi muito importante a contribuição dos argentinos Álvaro Pérez Veiga, Alejandro López Conde e Belisario Reynal Ou´Connor, também como treinadores e formadores.

## Estatísticas
Jogos da Colômbia contra outras nações.
| Adversário | Jogos | Vitórias | Empates | Derrotas | Pontos Marcados | Pontos Sofridos | Aproveitamento % |
| ---------- | ----- | -------- | ------- | -------- | --------------- | --------------- | ---------------- |
| Brasil     | 7     | 0        | 0       | 7        | 31              | 352             | 0%               |
| Costa Rica | 1     | 1        | 0       | 0        | 42              | 5               | 100%             |
| México     | 1     | 0        | 1       | 0        | 10              | 10              | 50%              |
| Paraguai   | 2     | 0        | 0       | 2        | 22              | 218             | 100%             |
| Peru       | 6     | 2        | 0       | 4        | 106             | 131             | 33,3%            |
| Venezuela  | 7     | 2        | 0       | 5        | 119             | 211             | 28,5             |

## Treinadores
- Bill Paul
- Belisario Reynal
- Andrew Wright
- Laurent Palau
- Carlos Tejada
- Camilo García
- Mauricio Henao
- Raul Vesga
- David Jaramillo Gómez